# Aixada pedrenyera
L'aixada pedrenyera és una eina composta d'una peça de ferro amb un ull central en el qual va aficat un mànec de fusta. La peça metàl·lica té un cap acabat en tall vertical (rastell) i l'altre en punta. També s'anomena aixada amb punta. L'eina és emprada pels margers en les construccions de pedra seca.

## Mides
El mànec té 70 cm de llargària i la peça de ferro 36 cm.

## Pes
El pes és aproximadament de 2,2 kg.

## Materials
El mànec és de fusta (normalment d'ullastre -Olea europaea-) i la peça metàl·lica, de ferro acerat.

## Utilitat
Aquesta eina s'empra a la construcció de pedra seca per cavar, eixermar, desxernir i fer l'escombra.

## Maneig
L'eina s'empra amb les dues mans. Amb la punta de l'eina es colpeja la terra per desfer-la i excavar-la. El tall s'empra per tallar arrels d'arbusts.